# Јасна Драговић
Јасна Драговић (Београд, 22. јануар 1954) српска је сценографкиња и костимографкиња.

## Биографија
Јасна Драговић је рођена у Београду 22. јануара 1954. године. Дипломирала је 1977. године на Факултету примењених уметности у Београду, на одсеку сценографија.
Магистрирала је 1993. године на истом факултету из области ТВ и филмска сценографија. Запослила се на факултету примењених уметности 1989. године. Од 1989. до 1994. године радила је као асистент, од 1994. 1999. године као доцент а од 1999. до 2004. године као ванредни професор. Изабрана је у звање редовног професора 2004. за област ТВ и филмска сценографија. Усавршавала се у УАЕ 1991. и Украјини 1995. године. Урадила је сценографију за око 30 домаћих и копродукционих филмова, исто толико позоришних представа као и сценографију за око 200 телевизијских пројеката. Учесник је на страним и домаћим изложбама.

## Филмографија
| Год.      | Назив                            | Улога                                 |
| --------- | -------------------------------- | ------------------------------------- |
| 1978.     | Коцка, коцка, коцкица            | сценограф                             |
| 1979.     | Герсла                           | арт директор                          |
| 1980-те   |                                  |                                       |
| 1980.     | Нешто из живота                  | костим                                |
| 1981.     | Широко је лишће                  | асистент костимографа                 |
| 1981.     | Пикник у Тополи                  | костим и сценографија                 |
| 1981.     | Лов у мутном                     | костим                                |
| 1981.     | Светозар Марковић                | асистент на сету                      |
| 1981.     | Бановић Страхиња                 | сет дресер                            |
| 1982.     | Вариола вера                     | сценограф                             |
| 1984.     | Пази шта радиш (Матуранти)       | сценограф                             |
| 1984.     | Црвене марке са ликом Лењина     | сценограф                             |
| 1987.     | Под рушевинама                   | сценограф                             |
| 1987.     | Телефономанија                   | сценограф                             |
| 1988.     | Нека чудна земља                 | сценограф                             |
| 1988.     | Доме, слатки доме                | сценограф                             |
| 1989.     | Другарица министарка             | сценограф                             |
| 1989.     | Масмедиологија на Балкану        | сценограф                             |
| 1990-те   |                                  |                                       |
| 1990.     | Балканска перестројка            | сценограф                             |
| 1990.     | Ноћни играчи                     | сценограф                             |
| 1993.     | Рај                              | сценограф                             |
| 1994.     | Биће боље                        | сценограф                             |
| 1996.     | Иван                             | сценограф                             |
| 1997.     | Расте трава                      | сценограф                             |
| 1997.     | Покондирена тиква                | сценограф                             |
| 1997.     | Зла жена                         | сценограф                             |
| 1998.     | Свирач                           | сценограф                             |
| 1998.     | Досије 128                       | сценограф                             |
| 2000-те   |                                  |                                       |
| 2000.     | Il furto del tesoro              | арт дизајнер                          |
| 2001.     | Belgrado Sling                   | сценограф                             |
| 2002.     | I banchieri di Dio               | арт дизајнер                          |
| 2002.     | Мајстор (тв филм)                | сценограф                             |
| 2003.     | Il papa buono                    | арт дизајнер                          |
| 2004.     | Il servo ungherese               | арт дизајнер                          |
| 2004.     | Mathilde                         | арт дизајнер                          |
| 2004.     | Смешне и друге приче             | сценограф                             |
| 2005.     | Il cuore nel pozzo               | арт дизајнер                          |
| 2005.     | Идеалне везе                     | сценограф                             |
| 2006.     | I figli strappati                | арт директор                          |
| 2006.     | Zatamnjenje                      | арт директор                          |
| 2007.     | Caravaggio                       | арт дизајнер                          |
| 2007.     | Село гори а баба се чешља        | сценограф/ супервизор за сценографију |
| 2007.     | Поглед у небо                    | сценограф                             |
| 2007-2008 | Заустави време                   | сценограф                             |
| 2008.     | Браћа Блум                       | арт дизајнер                          |
| 2009.     | Human Zoo                        | сет декоратер                         |
| 2009.     | Banlieue 13: Ultimatum           | сет декоратер                         |
| 2010-те   |                                  |                                       |
| 2010.     | L'homme qui voulait vivre sa vie | сет декоратер                         |
| 2012.     | Lokaut                           | асистент сет декоратера               |
| 2012.     | Лед (филм)                       | сценограф                             |
| 2013.     | Тајно                            | сет декоратер                         |
| 2014.     | Новембарски човек                | арт директор                          |
| 2014.     | Једнаки                          | супервизор на сету                    |
| 2016.     | Шума                             | арт дизајнер                          |
| 2017.     | Драги суседи                     | сценограф                             |
| 2017.     | An Ordinary Man                  | сет декоратер                         |
| 2018.     | Tau                              | сет декоратер                         |
| 2018.     | Intrigo: Death of an Author      | сет декоратер                         |

## Награде и признања
- Награда Кристална призма
- Награда Јоаким Вујић
- Признање „ЈУСТАТА”